# 猿倉城
猿倉城（さるくらじょう）は、富山県富山市舟倉にあった日本の城。舟倉城、船倉城、栂尾城、栂野城、戸加尾城、外川城、戸川城ともいう。とやま城郭カードNo.61。

## 規模
猿倉山（標高342メートル）の頂上部にあった山城。比高差は約180メートル。ほぼ直下に神通川を見下ろす場所に築かれており、築城者の素性を考慮すると神通川の水運に影響を与える意図があったと思われる。城域など、詳しいことは不明。

## 歴史
史料による情報が錯綜しており、難解である。呼称が多いが、この中のいくつかは別の城を指すのではないかと思われる。少なくとも栂尾城、栂野城、戸加尾城、外川城、戸川城は互いに呼称が似通っているため、同じ城を指すと考えられる。これらと舟倉城、船倉城、そして猿倉城との関連性については不明。
『斐太後風土記』には、「古川高野城主塩屋筑前守秋貞ハ永禄年中（1558年-1570年）、越中国へ討テ出テ笹津近辺ヲ攻取レリ、新川郡牛柵ノ猿倉山ニ城ヲ構ヘ住居シ、越後ノ上杉勢ト共ニ越中ヲナビキケリ」とある。秋貞は元々は飛騨国の人で、越中との交易で財を成し、徐々にその拠点を北上させて越中へと勢力を伸ばしていた人である。一方で上杉謙信の家臣であった長尾景直による元亀2年（1571年）4月23日付の書状では、合力してくれていた秋貞が急に退却して猿倉山に城を普請し始めたので彼を本国へ召還してほしいと記されている。
元亀3年（1572年）5月には謙信の家臣であった鯵坂長実の書状に、井上肥後守なる者が船倉にいて、何度か太田保内へ攻めて来た由が記されている。井上肥後守はその官職名から（恐らく在地の）国人であると思われる。この後彼は上杉傘下に下り、天正5年（1577年）の『上杉家家中名字尽』にその名が見えるのだが、この船倉は同時期に秋貞が拠点としていたと思われる猿倉城ではないと思われる。それより北に延喜式内社の論社である姉倉比売神社があるが、その東にある台地上に城跡があり、そちらを船倉城に比定する意見もある。
天正4年（1576年）9月の謙信の書状には越中国増山城と共に栂尾城を抜いた由が記されている。『越登賀三州志』によれば栂尾城は舟倉城であるとしているが、この辺りの城の記述（越中国津毛城と越中国樫ノ木城等）において『越登賀三州志』には他の城との混同が見られることから、その信憑性には疑問を挟む余地がある。
天正年間に郷士の島村丑之助（あるいは寺嶋三八郎）が猿倉城を拠点とし、城主である秋貞が不在の中、上杉方の津毛城主村田大炊助（村田「修理亮」秀頼か）と戦い、討ち取られたという。『越登賀三州志』には、秋貞は天正6年（1578年）に佐々成政に下り越中国岩木城を拠点としたものの、秀頼によって飛騨へ追い返されたと書かれている。
その後、猿倉城は再び越中へ侵入した秋貞が家臣を入れて支配したが、天正11年（1583年）3月に上杉方の斎藤信利がいる越中国城生城を攻撃中に上杉景勝の援軍が到着して敗退。追撃する上杉軍に追いつかれて射殺された。その後猿倉城は飛騨国国司姉小路自綱の勢力下に入り、天正13年（1585年）に起こった富山の役で金森長近に落とされたという。
また一説には、越中国弓庄城を拠点としていた土肥氏が一時治めていたともいう。
いずれにせよ、天正13年（1585年）前後にはその役目を終えていたと思われる。

## 現在
1968年3月30日、猿倉城跡に鉄筋コンクリート造2階建て延べ95.5m2の休憩所が完成した。
現在、城跡には『風の城』という西洋風の施設が建ち、風車が並ぶ。麓は猿倉山森林公園となっており、往時の様子は帯曲輪状の平坦面以外は全く窺えない。かつてここが城であったと主張する石碑があるだけで、案内板すらない。